# Clatrină

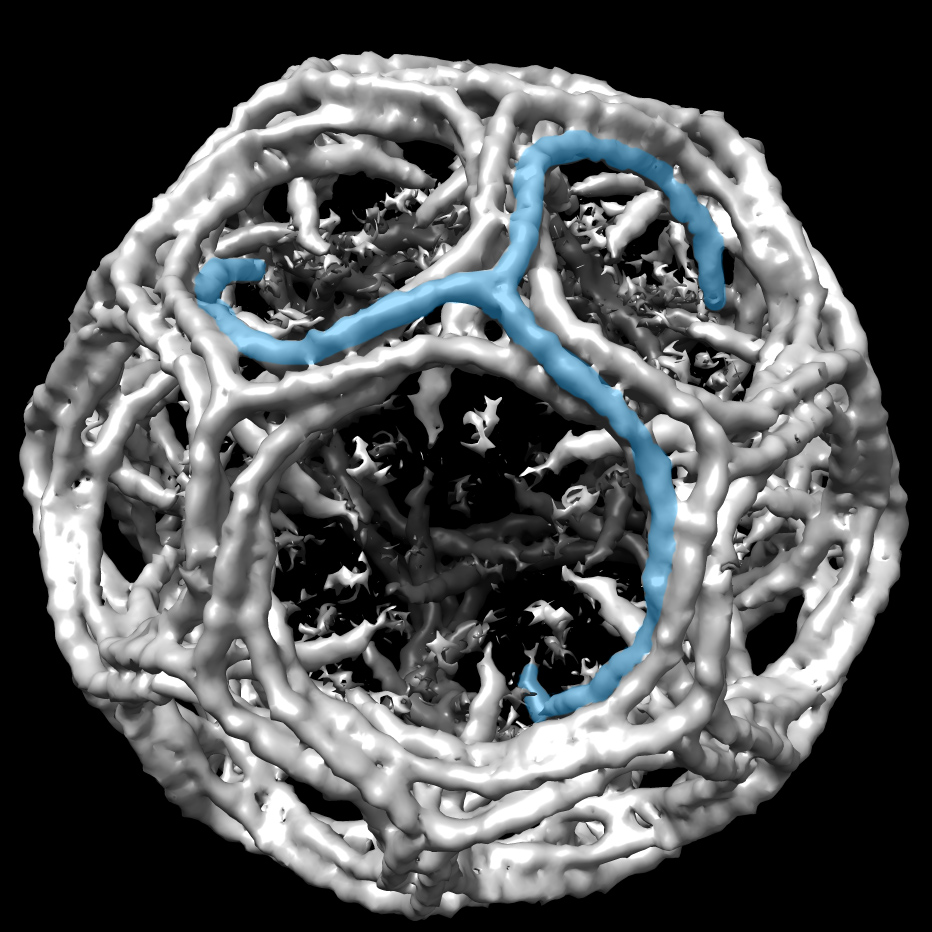
O „cușcă” de clatrină cu un singur triskelion evidențiat în albastru. Harta CryoEM EMD_5119 a fost redată în Chimera UCSF și a fost evidențiată un triskelion de clatrină.

Clatrina este o proteină care joacă un rol major în formarea veziculelor cu membrană. Clatrina a fost mai întâi izolată și numită de Barbara Pearse în 1976.  Ea formează o formă triskelion (este un motiv format dintr-o triplă spirală care prezintă simetrie de rotație) compusă din trei lanțuri grele de clatrină și trei lanțuri ușoare. Când triskelionul interacționează, el formează o rețea poliedrică care înconjoară vezicula. Numele de clatrină provine din latinescul clathratus, însemnând „ca o rețea”. Proteinele de suprafață, cum ar fi clatrina, sunt utilizate pentru a construi mici vezicule care transportă molecule în interiorul celulelor. Endocitoza și exocitoza veziculelor permite celulelor să comunice, să transfere substanțe nutritive, să importe receptori de semnalizare, să medieze un răspuns imun după prelevarea lumii extracelulare și să curețe resturile celulare rămase după procesele inflamatoare celulare (distructive). Calea de endocitoză poate fi deturnată de viruși și alți agenți patogeni pentru a intra în celulă în timpul infecției. 
Format:Infobox proteinFormat:Infobox protein
Format:Infobox protein